# École fantaisiste
L’École fantaisiste est le nom donné, à partir de 1912, à un groupe de poètes français dont les principaux étaient : Paul-Jean Toulet, Tristan Derème, Léon Vérane, Jean-Marc Bernard, Tristan Klingsor, Jean Pellerin, Francis Carco, Franc-Nohain, Philippe Chabaneix et Robert de la Vaissière. Ces poètes tentèrent un renouveau poétique, à une époque où dominait encore la figure de Stéphane Mallarmé et des symbolistes. Le succès de cette école fut de courte durée en raison de la Grande Guerre qui bouleversa autant le pays que l'attente des lecteurs, moins réceptifs à la fantaisie au sortir du premier conflit mondial.

## Historique

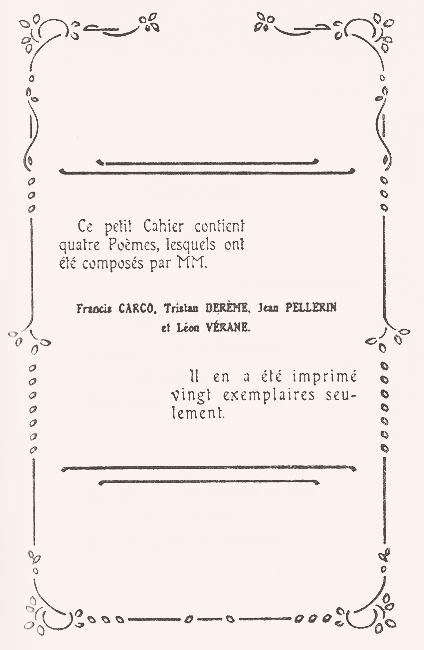
Petit cahier 1911

La publication d'un Petit Cahier (Tarbes, 1911), par Carco, Derème, Vérane et Pellerin donna le coup d'envoi à ce courant poétique qui s'inspirait des écrits fantaisistes de certains prédécesseurs comme Georges Fourest, Franc-Nohain ou Tristan Klingsor. Le groupe se définissait par son refus du romantisme et du symbolisme, du naturalisme et du positivisme. À ces grands courants du XIXe siècle, ils opposent la fantaisie (au sens large), le retour au burlesque. Ils adoptent des formes poétiques souples, ils privilégient le rythme et la chanson, tentant de trouver un équilibre entre sentimentalité, humour et mélancolie. Loin de l'hermétisme et du pessimisme des symbolistes et des décadents, les fantaisistes s'intéressent à la vie quotidienne, aux mots familiers, à l'imprévu et adoptent une grande liberté dans la versification tout en restant attachés aux thèmes de la patrie et de la nation.
Sans avoir révolutionné le domaine poétique du début du siècle, les fantaisistes ont contribué au renouveau littéraire de l'avant-guerre jusqu'à 1918 environ. Proches des poètes néo-classiques par leur attachement à la tradition et à un certain "génie" national (en l'occurrence, le burlesque français, François Villon, etc.), ils furent appréciés de critiques proches de l'Action française comme Henri Clouard et Henri Martineau.
La Revue critique des idées et des livres et Le Divan, deux organes de critique littéraire défendant une esthétique néo-classique s'inscrivant dans le sillage de l'École romane de Jean Moréas, rendirent régulièrement compte des œuvres des poètes fantaisistes. Aujourd'hui, Toulet, Carco, Derème et leurs confrères demeurent dans l'ombre de poètes plus avant-gardistes ou radicaux comme Guillaume Apollinaire et les dadaïstes dont l'œuvre plus audacieuse formellement répondait sans doute mieux que la fantaisie au climat d'incertitude et de tensions qui succéda à la Première Guerre mondiale. Il est incontestable toutefois que l'École fantaisiste a préparé le terrain à des courants poétiques plus modernistes tels que le surréalisme, mais annonce également des œuvres comme celles de Jacques Prévert, Raymond Queneau ou Boris Vian.